# Lancia Artena
El Lancia Artena és un automòbil de turisme fabricat per la marca italiana Lancia entre els anys 1931 i 1942.
Comptava amb un motor derivat directament del Lancia Lambda, amb 4 cilindres en V estreta (17 º), i una cilindrada de 1927 cc, que li permetia arribar a una potència màxima de 55 hp a 4000 rpm. comptava amb 4 silenciadors de bloc que li permetia una marxa suau i amb poques vibracions malgrat l'estret angle entre els cilindres i un sistema de refrigeració per aigua centralitzat igual que el seu germà de producció més costós en Lancia Astura.
L'Artena va ser un gran èxit econòmic per Lancia, comercialitzant 5.567 exemplars fins a 1942, data en què cessa la producció.

## Galeria

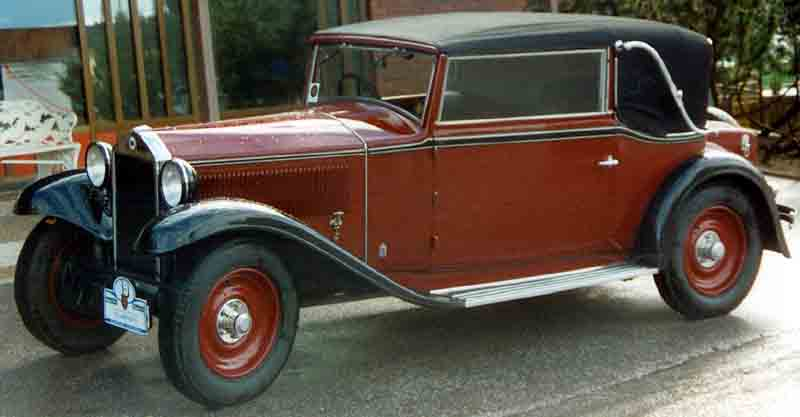
Vista lateral del Lancia Artena Spider 1931.
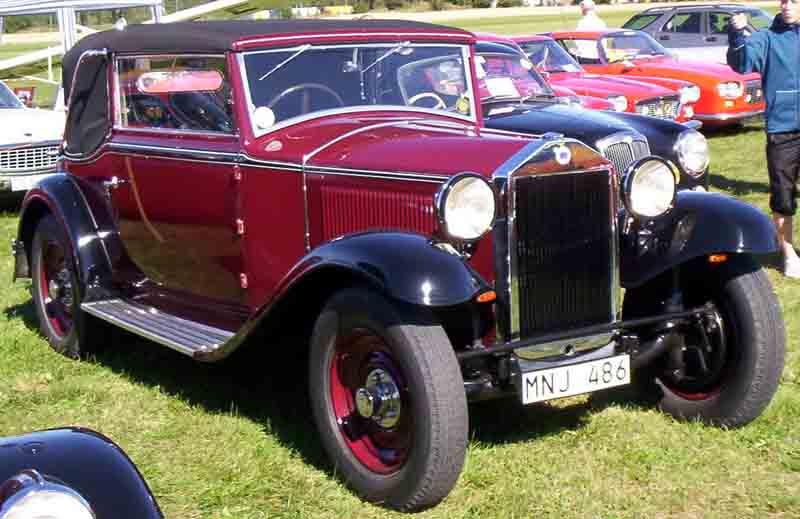
Vista frontal del Lancia Artena Spider 1931.
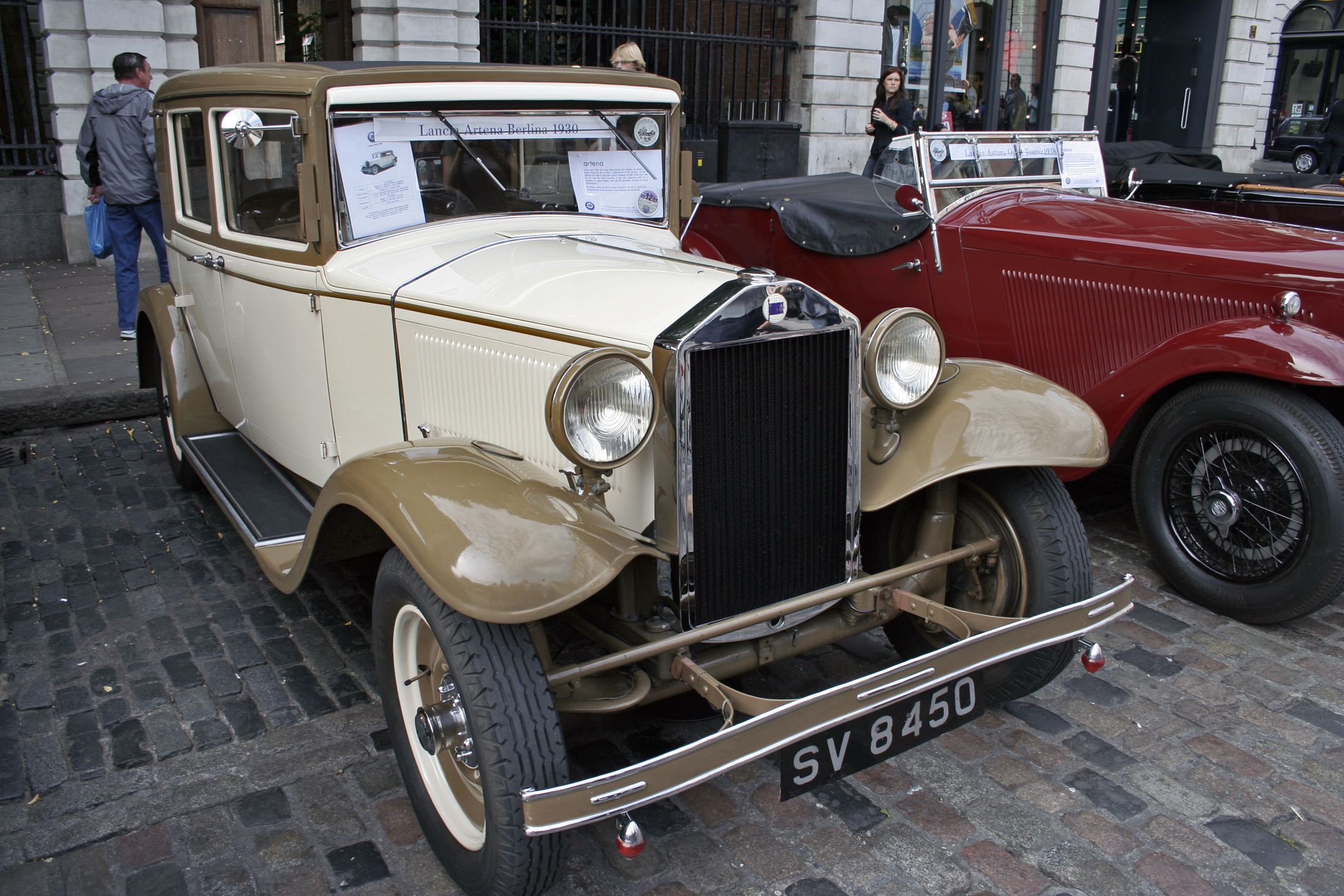
Vista frontal del Lancia Artena berlina de 1930.